# Дубенський район
Дубенський район (Дубенщина) — район Рівненської області в Україні, утворений 2020 року. Адміністративний центр — місто Дубно. Площа — 3294,2 км² (16,4% від площі області), населення — 169,1 тис. осіб (2020).
До складу району входять 19 територіальних громад.

## Історія
Район створено відповідно до постанови Верховної Ради України № 807-IX від 17 липня 2020 року. До його складу увійшли: Дубенська, Радивилівська міські, Демидівська, Смизька, Млинівська селищні, Боремельська, Варковицька, Вербська, Мирогощанська, Повчанська, Привільненська, Семидубська, Тараканівська, Бокіймівська, Острожецька, Підлозцівська, Ярославицька, Козинська, Крупецька сільські територіальні громади.
Раніше територія району входила до складу Дубенського (1939—2020), Радивилівського, Демидівського, Млинівського районів, ліквідованих тією ж постановою.